# Palais Vorontsov (Saint-Pétersbourg)
Pour les articles homonymes, voir Palais Vorontsov.
Le palais Vorontsov (Воронцовский дворец) est un palais baroque du centre historique de Saint-Pétersbourg qui se trouve rue Sadovaïa, au No 26.

## Histoire
Le palais a été construit par Bartolomeo Rastrelli pour le chancelier Mikhaïl Illarionovitch Vorontsov entre 1749 et 1757. Ce dernier y mit la majeure partie de sa fortune.
Le palais contient plus de cinquante salles de réception. Un jardin à la française descendait jusqu'à la Fontanka. En 1763, le chancelier dut se résoudre à le vendre à la couronne impériale en raison de ses dettes.
L'empereur Paul Ier le donna aux chevaliers-hospitaliers, lorsqu'ils trouvèrent refuge en Russie à la fin du XVIIIe siècle. Le chapitre de l'Ordre russe s'y tenait.
Giacomo Quarenghi y construisit l'église de la Nativité de Saint-Jean-Baptiste entre 1798 et 1800, et en 1800 la chapelle de l'ordre de Malte avec sa colonnade corinthienne.
Le fameux Corps des Pages s'y installa de 1810 à fin 1917. Il laissa la place à la Première École d'infanterie de Pétrograd du personnel de commandement (RKKA) qui devint en 1937 l'académie d'infanterie Kirov de Léningrad et en 1955 l'école militaire Souvorov.

## Sources
- (ru) Cet article est partiellement ou en totalité issu de l’article de Wikipédia en russe intitulé « Воронцовский дворец (Санкт-Петербург) » (voir la liste des auteurs).